# Inname van Steenbergen (1577)
De inname van Steenbergen vond plaats op 14 augustus 1577 tijdens de Tachtigjarige Oorlog. Onder leiding van Filips van Hohenlohe-Neuenstein werd Steenbergen ontruimd van het Duitse garnizoen dat daar gelegerd lag door middel van een verdrag.

## Inname
De Staten stuurden Champagny met een vendel naar het kasteel van Wouw. De Duitse bezetting, onder kolonel Fugger, werd over de kling gejaagd. Daarna werd Bergen op Zoom ingenomen Het legertje van Champagny verenigde zich daarna met de vendels van Hohenlohe. Zij trokken samen verder naar Steenbergen en Tholen. Bij nadering van Steenbergen namen de Duitse soldaten, die voorheen onder leiding van de overleden graaf Overstein stonden, vier vendels sterk, meteen de vlucht. Steenbergen ging met een verdrag, zonder betaling te ontvangen, over naar de Staatsen. Hohenlohe en Champagnie trokken daarna verder om Breda in te nemen.
De Hollanders zetten de schout en schepenen van Steenbergen af en joegen de pastoor en burgemeester de stad uit, waarna zij zelf het bestuur van Steenbergen overnamen en het katholicisme verboden.
1577: Filips van Hohenlohe-Neuenstein · 
1583: Slag bij Steenbergen · 
1590: Maurits van Oranje · 
1622: Velasco · 
1747: Löwendahl · 
1944: Bevrijding van Steenbergen en Welberg